# عباس بهروان
عباس بهروان  متولد ۲۰ مهر ۱۳۳۰ اصفهان، مجری، مفسر و گزارشگر صدا و سیمای ایران – نویسنده مطبوعات و کارشناس تربیت بدنی و ورزشی است. او از جمله پیشگامان گزارشگری و تفسیر در ایران است. و پس از فوت عطاءالله بهمنش می‌توان او را قدیمی‌ترین گزارشگر و پدر گزارش فوتبال ایران دانست.

## زندگی‌نامه
بهروان در اصفهان و در خانواده‌ای مذهبی  چشم به جهان گشود. وی دارای سه برادر به نام‌های حسن، مرتضی و مصطفی و یک خواهر است.  پس از ورود به دبیرستان فعالیت‌های هنری و ورزشی را با جدیت بیشتری دنبال نمود.  آشنایی با ورزش‌ها، صدای قوی و دلنشین،  جسارت در اجرا  و تسلط در بیان درست کلمات  که تأثیر گرفته از فعالیت تئاتری وی بود خیلی زود او را به تنها گزارشگر ورزش اصفهان تبدیل نمود. 
بهروان در فروردین سال ۱۳۶۱ با هایده محبان از یک خانواده کاملاً ورزشی ازدواج نمود. فاطمه محبان قهرمان اسبق والیبال ایران و خواهر گیتی محبان برنده مدال طلا و برنز بازی‌های آسیایی ۱۹۷۴ تهران در رشته شمشیر بازی و عضو تیم ملی والیبال ایران و برادر همایون محبان فوتبالیست باشگاه‌های اصفهان و همسر ایشان که بسکتبالیست آموزشگاه‌های اصفهان بوده‌اند. 
عباس بهروان دارای دو فرزند به نام‌های نیما بهروان فارغ‌التحصیل رشته کامپیوتر و بسکتبالیست سابق جوانان ذوب آهن و نادر بهروان دارای کارشناسی تربیت بدنی و عضو سابق تیم فوتبال جوانان ذوب آهن است. اجراهای قوی صحنه در کنسرت‌های مشهور و جشن‌های معروف آن زمان توجه صدا و سیما را به این جوان خوش سخن اصفهانی جلب نمود و او را به تهران و رادیو تلویزیون دعوت نمودند. بهروان دعوت به تلویزیون را پذیرفت اما هیچگاه حاضر به ترک اصفهان و اقامت در تهران نشد و حدود سی سال دررفت و آمد بین اصفهان و تهران بود.  بهروان بارها و بارها از تلویزیون‌های خارج از کشور دعوت به همکاری شد که بازهم به دلیل عشقش به وطن نپذیرفت
عباس بهروان به دلیل ماهیت شغلی‌اش که از دبیری ورزش شروع و سپس به تربیت بدنی ختم شد علاوه بر فوتبال، اکثر رشته‌های ورزشی مانند والیبال، کشتی، هندبال و غیره را نیز گزارش می‌کرد که از این بابت شاید پس از عطاءالله بهمنش کمتر گزارشگری را در این سطح آشنایی بتوان یافت؛ و این امر باعث شد که او در اکثر برنامه‌های ورزشی صدا و سیما و مسابقات داخلی و خارجی حضور داشته باشد. سال ۱۳۸۱ را می‌توان بدترین سال حرفه‌ای بهروان نامید او که در اوج دوران فعالیت خود به سر می‌برد در حین مأموریت ورزشی زمانی که با یک آژانس از اصفهان راهی تهران بود طی یک تصادف برای ۵۹ روز به کما رفت. هر چند با تلاش پزشکان به زندگی بازگشت اما این حادثه تأثیر زیادی در فعالیت حرفه‌ای وی داشت. تأثیری که هنوز هم تا حدودی ادامه دارد.  بهروان این روزها به دلیل کم لطفی مسئولین خانه‌نشین شده و در چند روزنامه مقاله می‌نویسد و نقش او در فضای مجازی در صفحه شخصی خودش پر رنگ تر شده و در اینستاگرام فعالیت دارد.

## فعالیتهای ورزشی
قهرمان فوتبال و والیبال آموزشگاه‌های اصفهان، سرپرست و کمک مربی استقلال اصفهان، سرپرست تیم‌های برق و پلی اکریل اصفهان، مشاور ورزشی باشگاه ذوب آهن در گذشته، مشاور ورزشی شهرداری اصفهان، رئیس اداره بازی‌ها و تفریحات استان اصفهان

## برنامه‌های اجرایی در صدا و سیما
ورزش و مردم، جنگ ورزش، همگام با ورزش، در قلمرو ورزش، ششمین روز هفته با ورزش، آخرین روز هفته با ورزش، صبح و سلامتی، سرو قامتان، پیش به سوی المپیک، گزارش ورزشی، منتخب ورزش، آیینه ورزش، رخصت، دایره طلایی و گزارش تمامی مسابقات فوتبال جام جهانی ۹۰، گزارش فوتبال جام ملت‌ها، گزارش بازیهای لیگ قدس، گزارش فوتبال لیگ برتر، مجری مسابقات کشتی جام جهانی تهران، مجری کشتی‌های امیدهای جهان در تهران، اجرای برنامه تلاش در شبکه استانی اصفهان، مجری و کارشناس موج ورزش از رادیو اصفهان 

## شبکه‌های تلویزیونی
شبکه یک، شبکه دو، شبکه سه، شبکه جهانی جام جم، شبکه استانی اصفهان و رادیو اصفهان

## خاطره انگیزترین گزارش و اجرا
- گزارش مسابقات فوتبال جام جهانی ۹۰
- اجرای مسابقات المپیک ۲۰۰۰ سیدنی و مصاحبه با حسین رضازاده
- اجرای مسابقات کشتی قهرمانی جهان و امیدهای جهان در تهران